# 통킹만 사건
통킹만 사건(베트남어: Sự kiện Vịnh Bắc Bộ)은 미국이 베트남 전쟁에 직접적으로 개입하게 된 국제적인 대치 상황이었다. 1964년 8월 2일에 발생한 이 사건은 미군이 베트남 민주공화국 영해에 가까운 곳에서 수륙양용 비밀 작전을 수행하던 중 북베트남군과 충돌하면서 시작되었다. 미 정부는 8월 4일에 통킹만 해상에서 북베트남과 미국 선박 간에 두 번째 사건이 발생했다고 허위 주장했다. 당초 미군은 북베트남이 8월 2일의 충돌과 8월 4일의 가상의 사건에 책임이 있다고 비난했다. 그러나 이후 조사 결과 두 번째 공격은 결코 일어나지 않았음이 밝혀졌다. 미 국방부 산하 기관인 미국 국가안보국은 공격이 수행되었다는 인상을 주기 위해 의도적으로 정보를 왜곡했다.
8월 2일, 구축함 USS 매독스는 DESOTO 작전의 일환으로 신호정보 정찰을 수행하던 중 북베트남 해군 제135어뢰정대 소속 어뢰정 3척에 접근당했다. 매독스가 경고 사격을 가하자 북베트남 어뢰정들이 어뢰와 기관총 사격으로 공격했다. 이어진 교전에서 미군 항공기 1대(항공모함 USS 타이콘데로가에서 발진)가 손상되었고, 북베트남 어뢰정 3척이 손상되었으며, 북베트남 해군 4명이 사망하고 6명이 부상당했다. 미군 사상자는 없었다. 매독스는 "[북]베트남 기관총탄 한 발의 총탄 구멍 외에는 무사했다".
8월 3일, 구축함 USS 터너 조이가 매독스에 합류하여 두 구축함은 DESOTO 임무를 계속했다. 8월 4일 저녁, 함선들은 레이더 신호에 포착된 목표물에 발포했는데, 이는 통신 감청에 선행된 것으로 미군은 공격이 임박했음을 의미한다고 주장했다. 매독스 기동 부대 사령관 존 헤릭 대령은 함선들이 북베트남 어뢰정의 공격을 받고 있다고 보고했지만, 실제로는 그 지역에 북베트남 어뢰정은 없었다. 헤릭은 곧 기동 부대의 초기 공격 인지에 대한 의구심을 보고했지만, 존슨 행정부는 잘못 해석된 미국 국가안보국 통신 감청에 의존하여 공격이 실제라고 결론 내렸다.
인지된 두 번째 공격에 대한 의구심은 1964년부터 제기되었지만, 실제로 일어나지 않았음이 결정적으로 밝혀진 것은 몇 년 후였다. 2003년 다큐멘터리 전쟁의 안개에서 전 미국 국방부 장관 로버트 맥나마라는 8월 4일 공격은 없었다고 인정했다. 1995년, 맥나마라는 전 베트남 인민군 장군 보응우옌잡과 만나 1964년 8월 4일에 무슨 일이 있었는지 물었다. 보응우옌잡은 "아무것도 없었다"고 대답했다. 보응우옌잡은 공격이 상상 속의 일이었음을 확인했다. 2005년, 미국 국가안보국의 내부 역사 연구가 기밀 해제되었는데, 이는 매독스가 8월 2일 북베트남 해군과 교전했지만, 8월 4일 사건은 잘못된 해군 정보와 북베트남 통신 왜곡에 기반을 두고 있다고 결론 내렸다. 미국 정부의 공식 주장은 대부분 잘못 해석된 통신 감청에 기반을 두고 있다는 것이다.
이 사건의 결과는 미국 의회의 통킹만 결의 통과로 이어졌고, 이는 린든 B. 존슨 미국 대통령에게 공산주의 침략으로 인해 정부가 위태롭다고 판단되는 동남아시아 국가를 지원할 권한을 부여했다. 이 결의는 1965년 초 존슨이 베트남 공화국에 미군 정규군을 배치하고 북베트남에 대한 공개 전쟁을 시작하는 법적 정당성으로 작용했다.

## 배경

제네바 회담

1954년 제네바 회담은 제1차 인도차이나 전쟁 종전 후 프랑스와 베트민 간의 적대 행위를 종식시키기 위한 것이었다. 미국과 베트남국은 1954년 제네바 회담에서 어떤 문서도 서명하지 않았다. 베트민을 포함한 다른 참가국들이 서명한 협정은 남부와 북부 베트남을 각각 베트남국과 베트민이 통치하도록 분할하는 임시 휴전선을 규정했다. 협정은 1956년 7월까지 통일 베트남 국가를 수립하기 위한 총선을 요구했다. 협정은 300일 동안 남북 주민의 자유로운 이동을 허용했다. 또한 다른 국가들의 해당 지역 정치 개입, 규정된 선거 없는 새 정부 수립, 외국 군사 주둔을 금지했다.:11 1961년까지 남베트남 대통령 응오딘지엠은 자신의 가톨릭 지지자들의 통치에 반대하는 일부 불교도를 포함하여 남부 주민의 일부 계층에서 상당한 불만을 겪었다. 1955년에서 1957년 사이에 약속된 선거를 위해 합법적으로 선거 운동을 벌이던 베트민 정치 간부들은 정부에 의해 탄압받았다. 1956년 3월, 북베트남 지도부는 1956년 12월에 남부 반란을 재개하기 위한 잠정 조치를 승인했다.:67 1957년 4월, 지엠 정부에 대한 공산주의 주도의 봉기가 시작되었다. 북베트남 공산당은 1959년 1월 회의에서 남부에 대한 "인민 전쟁"을 승인했고,:119–120 7월 28일, 북베트남군은 남부 반군을 지원하기 위해 라오스를 침공하여 호찌민 루트를 유지하고 개선했다.:26 북베트남의 지휘 아래 남베트남 민족해방전선(NLF, 또는 남베트남 민족해방전선)이 주도하는 반란은 1961년까지 심화되었다. 1961년에서 1963년 사이에 약 4만 명의 공산주의 병력이 남부로 침투했다.:76
통킹만 사건은 존슨 행정부의 첫 해에 발생했다. 존 F. 케네디 미국 대통령은 당초 지엠에게 군사 고문을 파견하는 정책을 지지했지만, 1963년 9월부터 생각을 바꾸기 시작했다. 그 이유는 사이공 정부의 무능함과 필요한 개혁을 할 의지와 능력이 없다고 인식했기 때문이었다(이는 미국의 지원을 받은 쿠데타로 이어져 지엠의 죽음을 초래했다). 케네디가 암살되기 직전인 1963년 11월, 그는 1963년 말까지 미군 1,000명의 제한적 철수를 시작했다. 존슨의 견해 또한 복잡했지만, 그는 소련의 팽창 정책으로 인식되는 것에 대항하는 수단으로 군사적 확대를 지지했다. 도미노 이론의 전제 하에 동남아시아가 공산주의에 넘어가는 것을 막기 위해 봉쇄라는 냉전 정책이 적용될 예정이었다. 케네디 암살 후, 존슨은 사이공 정부를 지원하기 위해 더 많은 미군을 파견하도록 명령했고, 이는 동남아시아에서 미국의 장기적인 주둔을 시작하는 계기가 되었다.

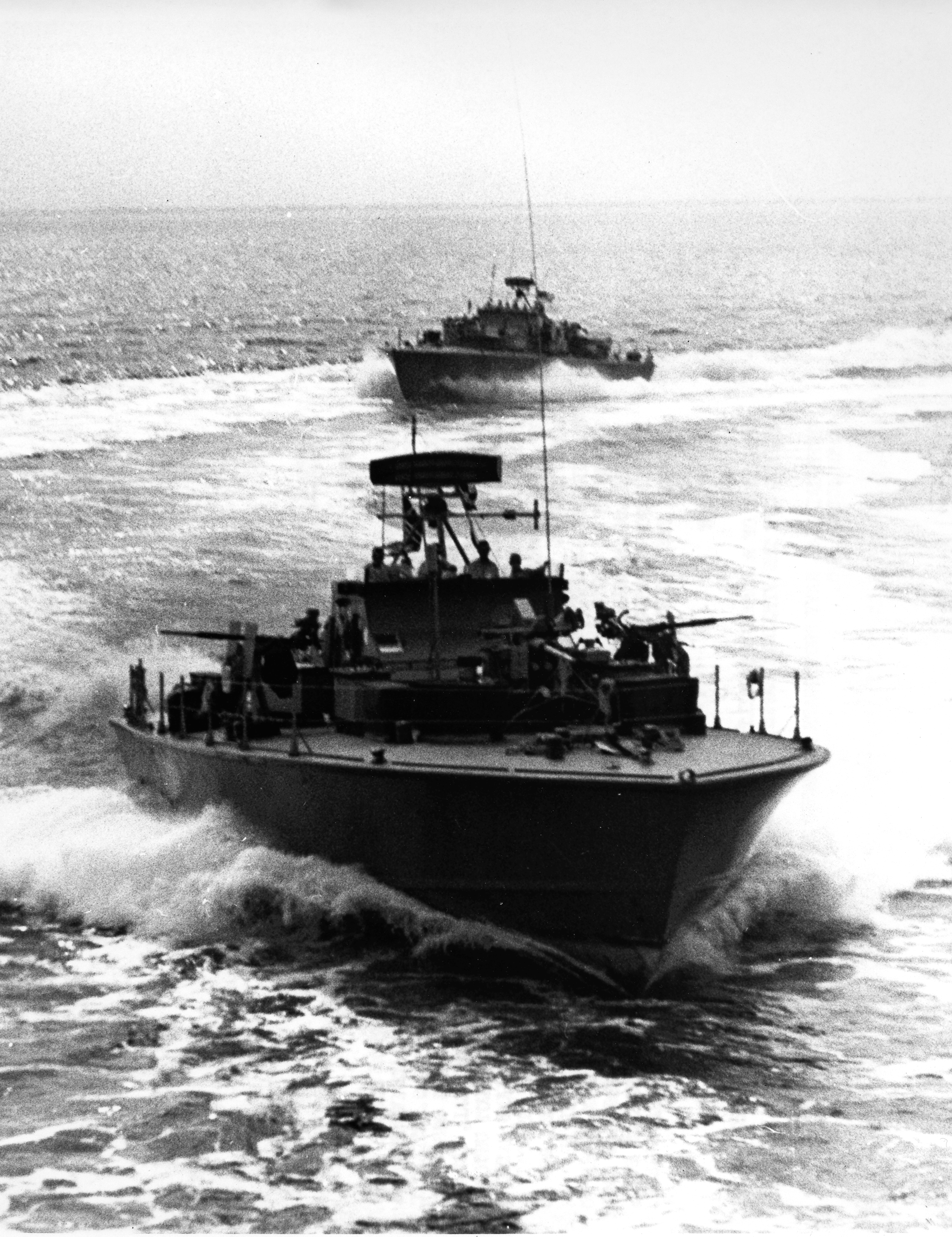
1963년 훈련 중인 미 해군 PTF 보트 2척

DESOTO 작전과 연계된 북베트남에 대한 비밀 작전의 고도로 기밀화된 프로그램인 작전 계획 34-알파는 1961년 중앙정보국 (CIA) 하에 시작되었다. 1964년, 이 프로그램은 국방부로 이관되어 군사 지원 사령부 베트남 연구 및 관측단 (MACV-SOG)에 의해 수행되었다. 비밀 작전의 해상 부분에 대해 고속 순찰선 한 세트가 노르웨이에서 조용히 구매되어 남베트남으로 보내졌다. 1963년, 세 명의 젊은 노르웨이 선장이 남베트남에서 임무를 수행했다. 그들은 노르웨이 정보 장교 알프 마르텐스 메이어에 의해 고용되었다. 군사 정보 참모부 부서장이었던 마르텐스 메이어는 미국 정보기관을 대신하여 활동했다. 세 선장은 북베트남에 대한 사보타주 임무에 참여하는 일에 동의했을 때 메이어가 실제로 누구인지 알지 못했다.
배는 남베트남 해군 요원이 조종했지만, 이 계획에 따라 수행되는 각 임무에 대한 승인은 호놀룰루의 CINCPAC 사령관인 U. S. Grant Sharp Jr. 제독으로부터 직접 이루어졌으며, 그는 백악관에서 명령을 받았다. 해안 공격이 시작된 후, 북베트남의 수도 하노이는 1954년 제네바 협정의 조건을 감독하기 위해 설립된 국제 통제 위원회에 불만을 제기했지만, 미국은 어떠한 개입도 부인했다. 4년 후, 맥나마라 장관은 의회에 미군 함선들이 실제로 북베트남에 대한 남베트남의 공격에 협력하고 있음을 인정했다.
1962년, 미국 해군은 서태평양에서 구축함 순찰을 통해 수행되는 전자전 지원 측정 (정보 수집) 프로그램인 DESOTO를 시작했다. 통킹만에서의 첫 임무는 1964년 2월에 시작되었다. DESOTO 임무를 통해 수집된 정보는 OPLAN-34A 계획자 및 사령관이 사용할 수 있었지만, 이들은 34A 작전 구역에서 DESOTO 순찰이 벗어나도록 경고하는 것 외에는 임무 계획을 조율하는 것으로 알려지지 않은 별개의 프로그램이었다.

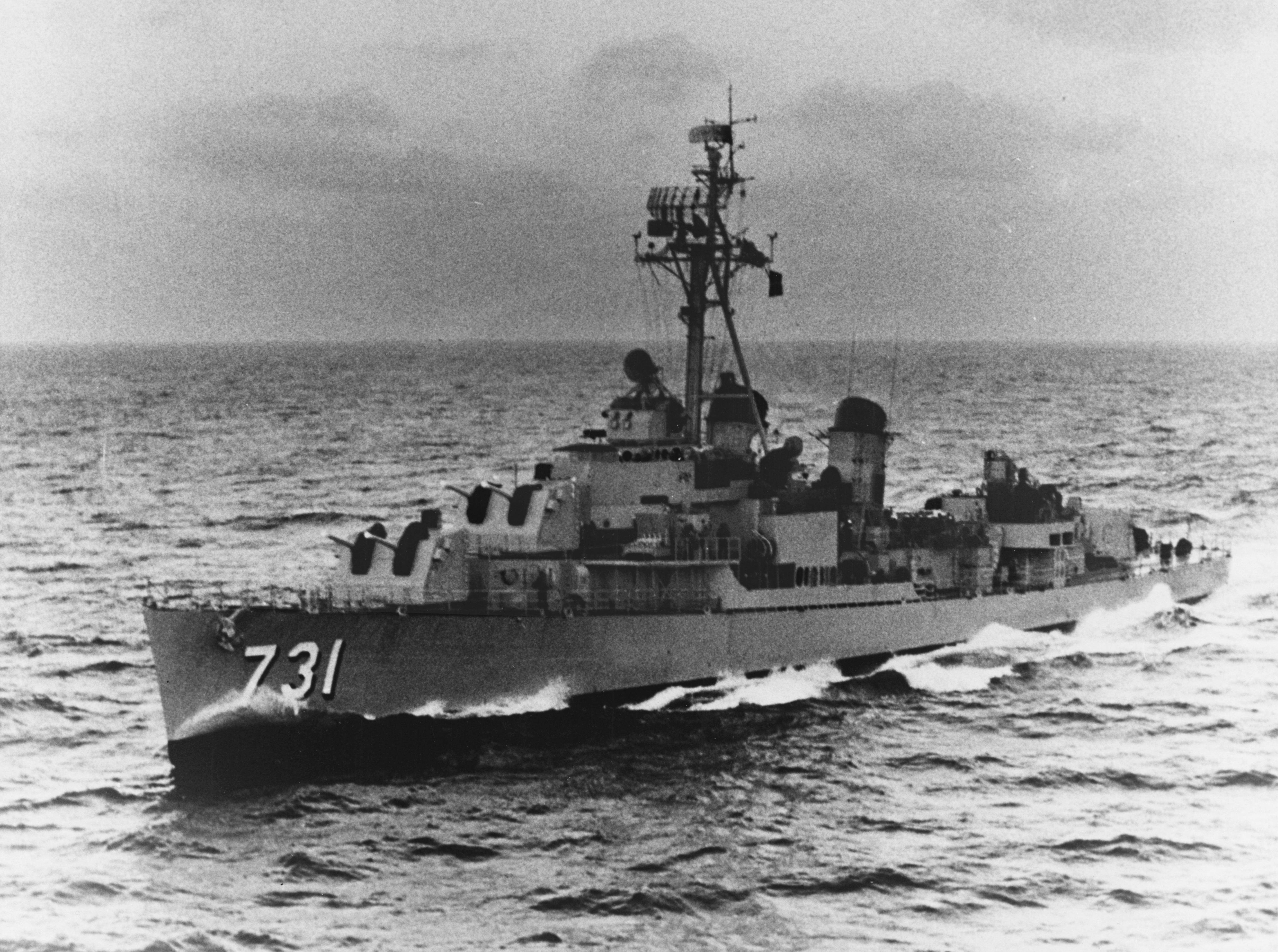
USS 매독스

1964년 7월 29일, 혼메와 혼응우 섬의 북베트남 시설에 대한 작전을 시작하기 전날 밤, MACV-SOG는 북베트남에 장기 비밀 요원 팀을 투입했지만, 이들은 즉시 체포되었다. 8월 1일과 2일, CIA가 후원하는 라오스 전투기-폭격기(태국 용병 조종)가 북베트남 남서부 내 국경 초소를 공격했다. 에드윈 모이즈에 따르면, 하노이 정부(미국 정부와 달리 이러한 임무 수행에 대해 최고 수준의 허가를 받아야 했다)는 이 모든 것이 북베트남에 대한 군사 행동을 확대하기 위한 coordinated effort이라고 추정했을 가능성이 높다.

## 사건
8월 4일 밤, 펜타곤에서 USS 매독스로부터 메시지를 받던 대니얼 엘즈버그는 매독스가 북베트남 영해 근처에서 DESOTO 임무를 수행 중이라고 보고했다. 1964년 7월 31일, 매독스는 통킹만에서 임무를 시작했다. 조지 스티븐 모리슨 대령은 자신의 기함인 USS 본험 리처드에서 지역 미군을 지휘하고 있었다. 매독스는 북베트남 해안에서 8마일(13km) 이내, 혼니우 섬에서 4마일(6km) 이내로 접근하지 말라는 명령을 받았다. MACV-SOG 특공대 습격이 혼니우에 대해 수행될 때, 이 배는 공격받은 지역에서 120 마일 (190 km) 떨어져 있었다.

### 첫 번째 공격

1964년 7월 31일 ~ 8월 2일 (첫 번째 사건 발생일) USS 매독스의 항로를 보여주는 차트

1964년 7월, "북베트남 영해를 따라 긴장이 거의 끓어오르는 수준"이었다. 남베트남 특공대 습격과 북베트남에 정보 팀을 투입하는 공수 작전, 그리고 이러한 작전에 대한 북베트남의 군사적 대응 때문이었다. 1964년 7월 30일 밤, 남베트남 특공대가 혼메섬의 북베트남 레이더 기지를 공격했다. Hanyok에 따르면, "매독스는 특공대 공격에 참여하지 않았지만, 이 섬들, 특히 혼메에 대한 남베트남 특공대 공격과 매독스의 근접성이 충돌을 촉발시켰다." 이러한 맥락에서 7월 31일, 매독스는 혼메섬에서 몇 마일 떨어진 곳에서 북베트남 해안을 정찰하여 정보를 수집하기 시작했다. 미군 항공모함인 USS 타이콘데로가도 근처에 주둔하고 있었다.

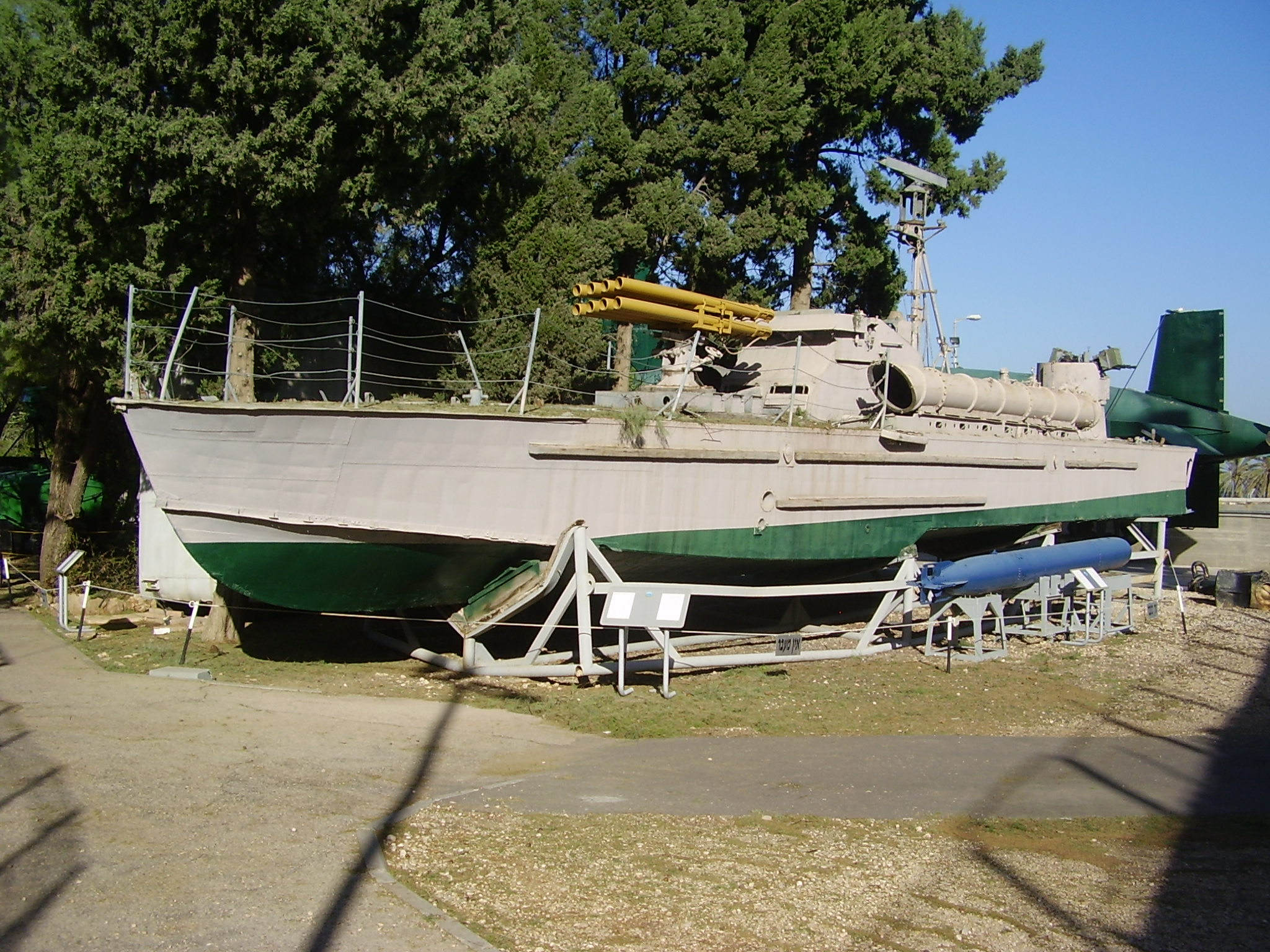
P-4 어뢰정, 북베트남군이 사용한 것과 유사

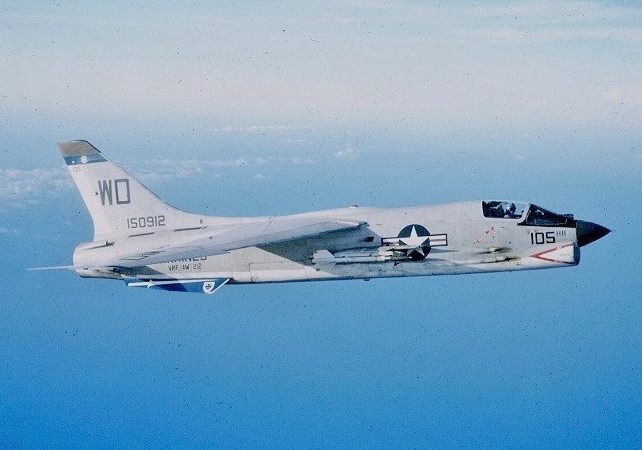
F-8 크루세이더

8월 1일까지 북베트남 순찰선은 매독스를 추적하고 있었고, 여러 감청된 통신은 그들이 공격을 준비하고 있음을 나타냈다. 매독스는 후퇴했지만, 다음 날, 최고 속도 28노트의 매독스는 일상적인 순찰을 재개했고, 최고 속도 50노트의 북베트남 P-4 어뢰정 3척이 매독스를 추적하기 시작했다. 이 보트들은 르 주이 코아이가 지휘하는 135비행대 소속이었으며, 보트들은 반 보트, 반 투, 반 지안 형제가 지휘했다. 감청된 통신은 이 함선들이 매독스를 공격할 의도임을 나타냈다. 함선들이 남서쪽에서 접근함에 따라, 매독스는 항로를 북동쪽에서 남동쪽으로 변경하고 속도를 25노트로 높였다.
어뢰정들이 접근하자 매독스는 세 발의 경고 사격을 가했다. 그러자 북베트남 보트들이 공격했고, 매독스는 북베트남 해안에서 28 해리 (52 km; 32 mi) 떨어진 국제 해역에 위치한 채 10 해리 (19 km; 12 mi) 이내로 접근한 세 보트로부터 공격을 받고 있다고 무전으로 알렸다. 매독스는 어뢰 공격을 회피하고 5인치(127mm) 포로 발포하여 어뢰정들을 퇴각시켰다고 진술했다. 어뢰정 두 척이 5 해리 (9.3 km; 5.8 mi) 이내로 접근하여 각각 어뢰 한 발을 발사했지만, 매독스가 회피한 후 100 야드 (91 m) 이상 접근하지 못하여 효과가 없었다. 다른 P-4는 매독스의 5인치 포탄에 직격탄을 맞았고, 어뢰 발사 시 오작동했다. 타이콘데로가에서 발진한 미 해군 F-8 크루세이더 제트기 4대가 매독스가 초기 경고 사격을 가한 지 15분 후 후퇴하는 P-4들을 공격하여 한 척을 격침시키고 한 척에 큰 손상을 입혔다고 주장했다. 매독스는 P-4의 14.5mm 총탄 한 발이 상부 구조물에 박히는 경미한 손상만 입었다. 남베트남 해역으로 철수하던 매독스는 구축함 USS 터너 조이와 합류했다.
펜타곤 문서의 원본 기록은 2001년 미국 국가안보국의 내부 역사 연구에 의해 수정되었는데, 이는 다음과 같이 명시한다:
1500G시에 헤릭 함장(매독스 사령관)은 오지에르의 포병들에게 보트가 1만 야드 이내로 접근하면 발포하라고 명령했다. 약 1505G시에 매독스는 공산주의 [북베트남] 보트들을 경고하기 위해 세 발을 발포했다. 이 초기 행동은 존슨 행정부에 의해 결코 보고되지 않았는데, 존슨 행정부는 베트남 보트들이 먼저 발포했다고 주장했다.

매독스는 대치 당시 북베트남이 주장하는 12 해리 (22 km; 14 mi) 영해 한계선 내 3~4 해리 (6~7km) 지점에 위치한 혼메섬에 접근하고 있었다. 이 영해 한계선은 미국에 의해 인정되지 않았다. 교전 후, 존슨은 매독스와 터너 조이에게 북베트남 해역에서 주간 운항을 지시하여 12 해리 (22 km; 14 mi) 한계선과 북베트남의 결의를 시험하게 했다. 북베트남 영해로의 이러한 운항은 남베트남 해안 습격과 동시에 이루어졌으며, 북베트남은 이를 coordinated operations로 해석하여 8월의 교전을 공식적으로 인정했다.

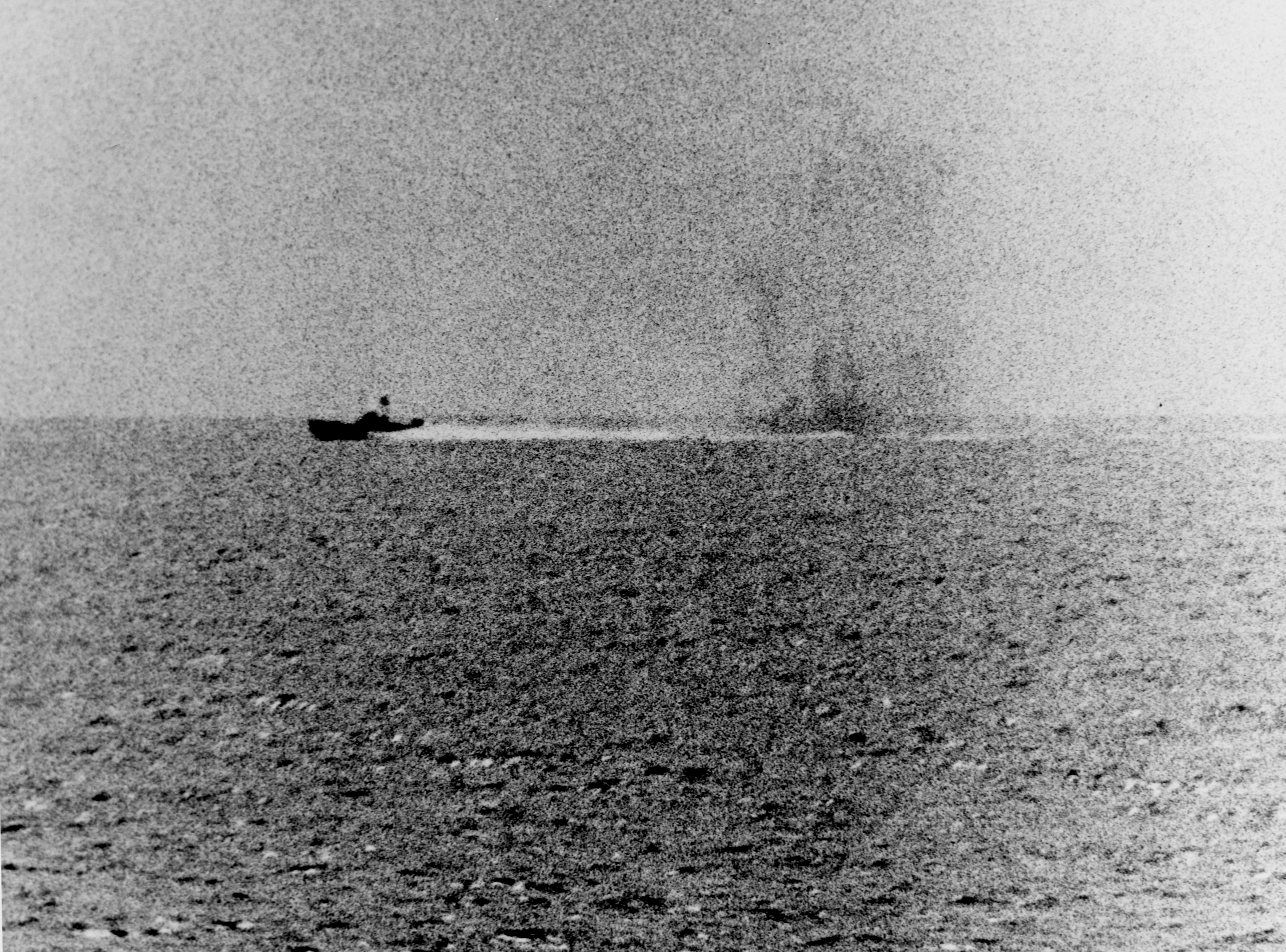
1964년 8월 2일, USS 매독스와 교전 중인 북베트남 P-4

샤프 제독과 같은 다른 이들은 미군의 행동이 사건을 유발하지 않았다고 주장했다. 그는 북베트남이 레이더로 해안을 따라 매독스를 추적했기 때문에 구축함이 실제로 북베트남을 공격하지 않았다는 것을 알고 있었으며, 하노이(또는 현지 사령관)가 어쨌든 매독스와 교전하라고 명령했다고 주장했다. 북베트남의 풍 테 따이 장군은 나중에 매독스가 7월 31일부터 추적되었으며 8월 2일에는 어선을 공격하여 북베트남 해군이 "반격"할 수밖에 없었다고 주장했다.
샤프는 또한 매독스에게 북베트남 해안에서 8 해리 (15 km; 9.2 mi) 떨어져 있으라는 명령이 함선을 국제 수역에 두었으며, 북베트남은 자신의 영토(또는 해상 섬)로 5 해리 (9.3 km; 5.8 mi) 한계만을 주장했다고 언급했다. 또한, 많은 국가들이 이전에 전 세계적으로 유사한 임무를 수행했으며, 구축함 USS 존 R. 크레이그는 이전에 유사한 상황에서 아무런 사고 없이 정보 수집 임무를 수행했다.
그러나 샤프의 주장은 사실과 다른 진술을 포함하고 있었다. 북베트남은 영해에 대해 8킬로미터(5마일) 한계선을 고수하지 않았고, 대신 1936년 프랑스령 인도차이나가 주장한 20-킬로미터 (12 mi) 한계선을 고수했다. 더욱이 8월 사건 이후인 1964년 9월에는 공식적으로 12해리 한계선을 주장했는데, 이는 옛 20km 프랑스 주장과 거의 동일하다. 북베트남의 입장은 주요 동맹국인 소련과 중국의 해양법 관련 입장과 일치하게 항상 12해리 한계선을 고려했다는 것이다.

### 두 번째로 주장된 공격

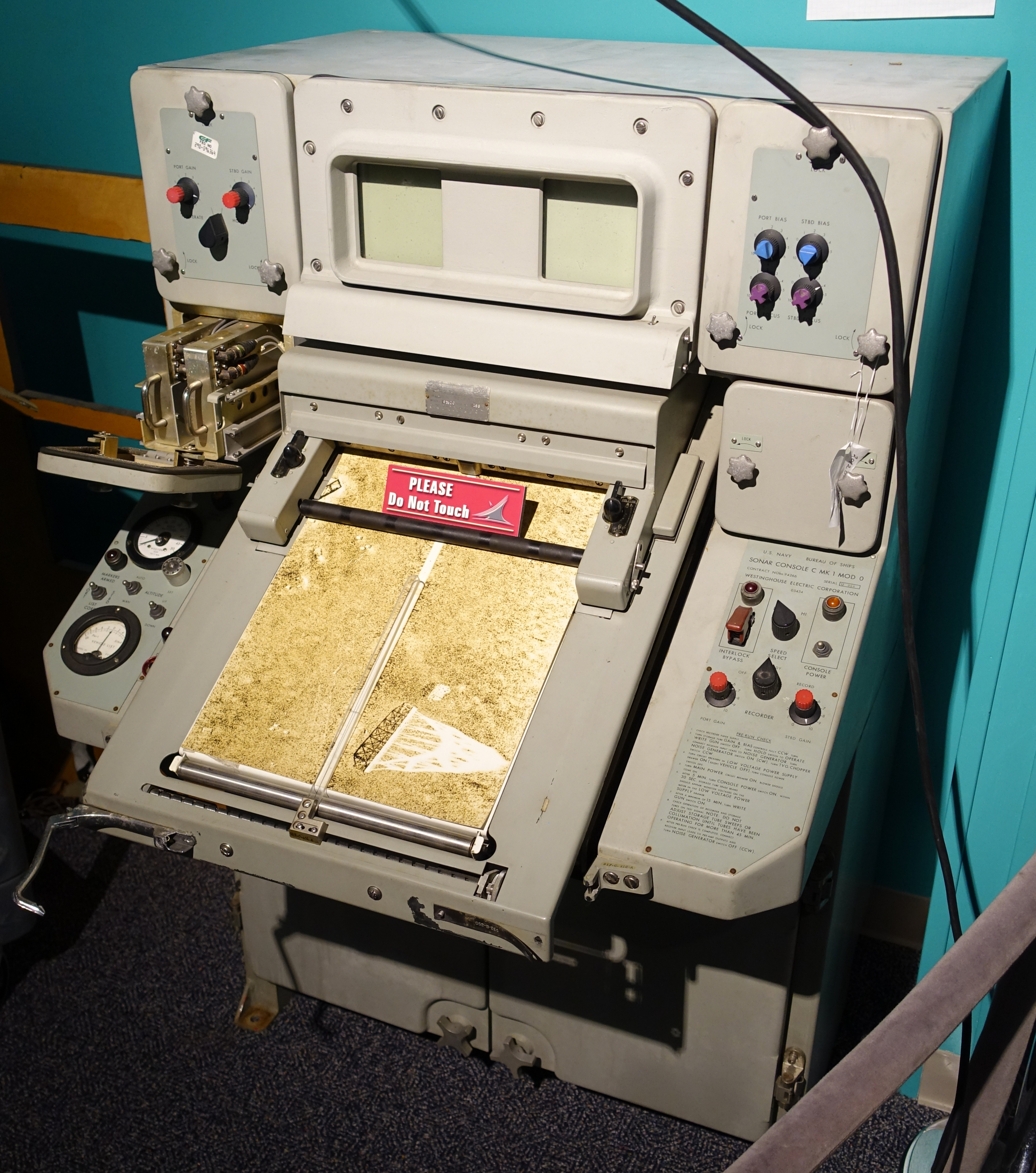
음파 탐지 콘솔

8월 4일, 첫 번째 사건 이후 "국기를 보여주기" 위해 매독스와 터너 조이가 북베트남 해안에서 또 다른 DESOTO 순찰을 시작했다. 이번에는 함선들이 북베트남 해안에서 최소 11 마일 (18 km) 이내로 접근하지 말라는 명령을 받았다. 거친 날씨와 높은 파도가 몰아치는 저녁 동안, 구축함들은 북베트남 해군의 또 다른 공격을 알리는 것으로 믿는 레이더, 음파 탐지기, 무선 신호를 받았다. 약 두 시간 동안(현지 시간 약 21:40부터 약 23:35까지) 함선들은 레이더 목표물에 발포하고 적군에 대한 전자적 및 시각적 보고 속에서 격렬하게 기동했다. 해군이 공격하는 어뢰정 두 척이 침몰했다고 주장했음에도 불구하고, 주장된 교전 현장에는 난파선, 사망한 북베트남 해군 시신 또는 다른 물리적 증거가 없었다.
현지 시간 01:27 (워싱턴 시간 13:27), 헤릭은 두 번째 공격이 일어나지 않았을 수 있으며 실제로 그 지역에 베트남 함정이 없었을 수도 있음을 인정하는 전문을 보냈다: "작전 검토 결과 보고된 많은 접촉과 발사된 어뢰가 의심스럽게 보임. 레이더의 기상 이변과 과잉 열정적인 음탐병이 많은 보고의 원인일 수 있음. 매독스에 의한 실제 육안 관측 없음. 추가 조치 전에 완전한 평가를 제안함."
... 그리고 결국 [8월 4일] 공격이 거의 확실히 일어났다고 결론 내려졌습니다. 하지만 당시에도 오차의 여지가 있다는 인식이 있었기 때문에 매우 가능성이 높지만 완전히 확실하지는 않다고 생각했습니다. 그리고 매우 가능성이 높았고—설령 일어나지 않았더라도, 우리가 일어났다고 확신했던 첫 번째 공격에 대응했어야 한다는 강한 느낌이 있었기 때문에—존슨 대통령은 두 번째 [공격]에 대응하기로 결정했습니다. 이제 [두 번째 공격은] 일어나지 않았다는 것이 분명하다고 생각합니다 ...
한 시간 후, 헤릭은 "전체적인 작전은 처음에 명백한 매복이 있었다는 점을 제외하고는 많은 의심을 남긴다. 항공기에 의한 주간 철저한 정찰을 제안한다"는 또 다른 전문을 보냈다. 확인 요청에 대한 응답으로, 워싱턴 시간 약 16:00에 헤릭은 "작전의 세부 사항은 혼란스러운 그림을 보여주지만, 원래의 매복은 진실이었다는 것은 확실하다"고 전문을 보냈다. 맥나마라가 헤릭의 의구심이나 추가 조사를 위한 헤릭의 권고를 대통령이나 U. S. Grant Sharp Jr. 제독에게 알리지 않았을 가능성이 높다. 워싱턴 시간 18:00 (통킹만에서는 05:00)에 헤릭은 다시 전문을 보냈는데, 이번에는 "매독스에 접근한 첫 번째 보트가 매독스를 향해 어뢰를 발사했을 가능성이 높으며, 이는 들렸지만 보이지는 않았다. 이후의 모든 매독스 어뢰 보고는 음탐병이 함선 자체의 프로펠러 소리를 들었을 수 있다는 의심으로 인해 의심스럽다" [sic]고 명시했다.
그날 하루 동안 공격이 발생했는지 여부에 대한 불확실성이 커지는 가운데, 존슨 행정부는 북베트남의 공격 준비로 잘못 평가된 통신 감청과 북베트남의 사후 보고서에 주로 의존하여 결론을 내렸다. 나중에 분석 결과 이러한 통신은 8월 2일 공격으로 손상된 어뢰정 회수와 8월 4일 미군 활동에 대한 북베트남의 관찰(참여는 아님)에 관한 것이었음이 밝혀졌다.

## 미국의 반응

### 존슨의 미국 국민 연설

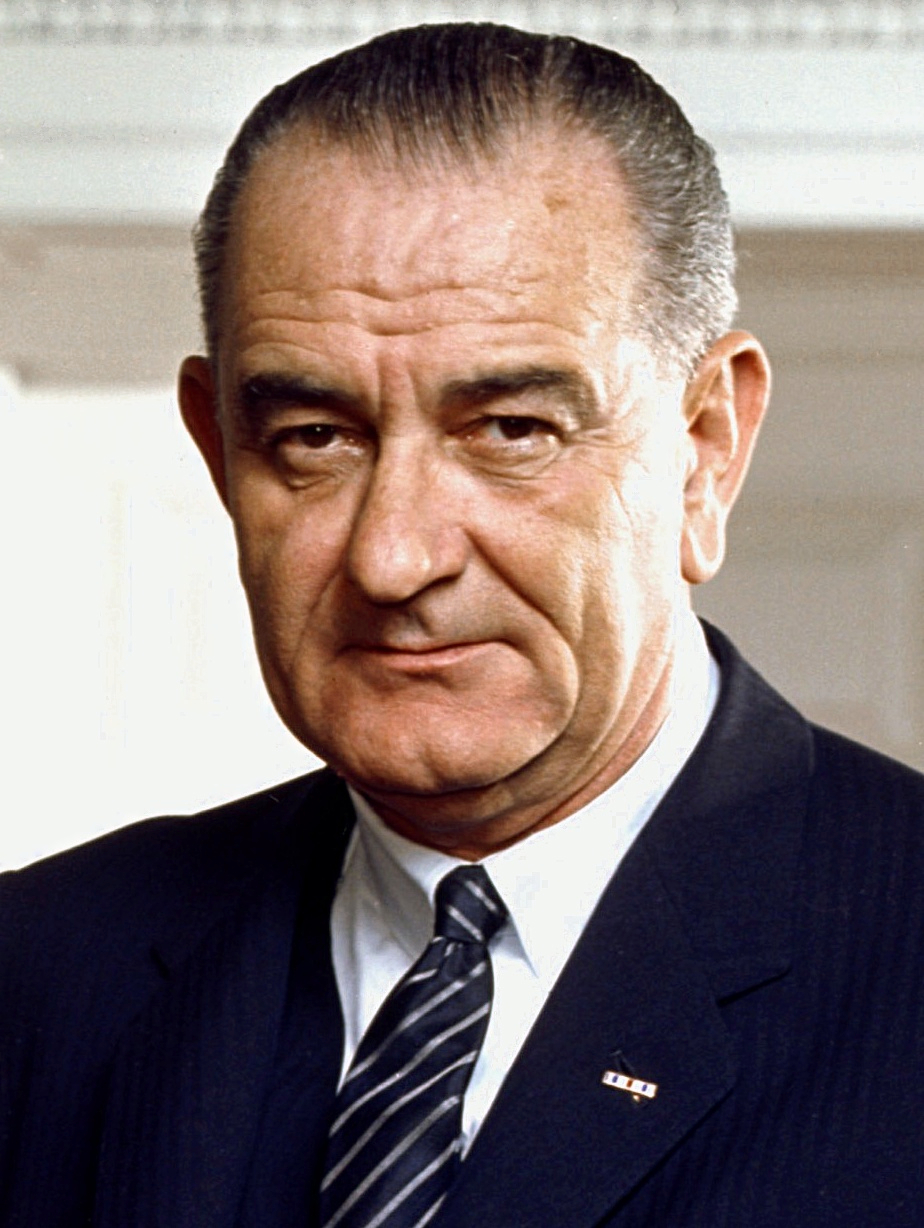
1964년 린든 B. 존슨 미국 대통령

8월 4일 자정 직전, 존슨은 전국 텔레비전 방송을 중단하고 북베트남 함선들이 미 해군 군함 매독스와 터너 조이를 공격했다고 발표하며 군사적 대응 권한을 요청했다. 존슨의 연설은 "하노이/호찌민을 침략자로 극화하고 미국을 더 수용 가능한 방어적 자세로 놓이게 한" 주제를 반복했다. 존슨은 또한 공격이 "공해상"에서 발생했다고 언급하며 국제 해역에서 발생했음을 시사했다.
그는 미국 국민과 남베트남 정부 모두에 대한 헌신을 강조했다. 그는 또한 미국인들에게 전쟁에 대한 열망이 없음을 상기시켰다. "존슨의 공개 성명에 대한 면밀한 조사...는 공개 전쟁 준비에 대한 언급이나 이미 작동 중인 비밀 지상 및 공중 조치의 성격과 범위에 대한 언급을 전혀 드러내지 않는다." 존슨의 성명은 "분쟁에서 미국의 역할을 최소화"하기 위해 짧았는데, "존슨의 행동과 공개 담론 사이에 명확한 불일치"가 존재했다.
사건 발생 30분 만에 존슨은 보복 공격(피어스 애로우 작전이라고 명명)을 결정했다. 같은 날 그는 모스크바에 "핫라인"을 사용하여 베트남에서 더 넓은 전쟁을 시작할 의도가 없음을 소련에 확신시켰다. 8월 5일 초, 존슨은 "이 만행으로 인해 남베트남 국민과 정부에 대한 모든 미국인의 완전한 약속을 이행하려는 결의가 두 배가 될 것"이라고 공개적으로 보복 조치를 명령했다. 연설 후 한 시간 사십 분 만에 미 항공모함에서 발진한 항공기들이 북베트남 목표물에 도달했다. 8월 5일 10:40, 이 항공기들은 빈의 어뢰정 기지 4곳과 유류 저장 시설을 폭격했다.

### 의회의 반응

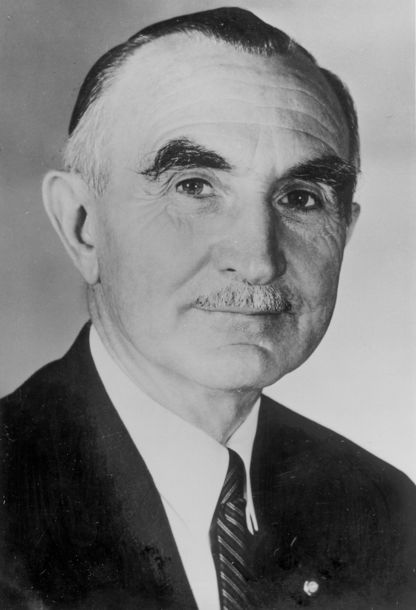
미국 상원의원 웨인 모스

존슨의 최종 결의안이 작성되는 동안, 미국 상원의원 웨인 모스는 매독스와 관련된 사건 기록의 오류 가능성에 대한 인식을 높이기 위해 모금 행사를 열려고 시도했다. 모스는 익명의 정보원으로부터 매독스의 공식 항해일지를 조사하라는 전화를 받았다고 한다. 이 항해일지는 존슨의 결의안이 의회에 제출되기 전에는 이용할 수 없었다. 모스는 존슨이 의회에 자신의 결의안을 설득하려는 시도를 경계해야 한다고 촉구했지만, 동료들로부터 이를 저지할 만한 충분한 협력과 지지를 얻는 데 실패했다. 결의안이 의회에 낭독되고 제출된 직후 모스는 이에 맞서 싸우기 시작했다. 그는 의회 연설에서 미국의 행동은 헌법 밖의 행동이며 "방어 행위라기보다는 전쟁 행위"라고 주장했다. 모스의 노력은 즉각적인 지지를 받지 못했는데, 주로 그가 출처를 밝히지 않았고 매우 제한된 정보로 작업했기 때문이다. 미국이 전쟁에 더 깊이 개입한 후에야 그의 주장이 미국 정부 전체에서 지지를 얻기 시작했다.

## 사건 왜곡
미국 정부는 8월 4일 밤 존슨이 미국 대중에게 사건에 대해 연설할 때도 여전히 증거를 찾고 있었다. 그날 기록된 메시지는 존슨과 맥나마라 모두 공격에 대해 확신하지 못했음을 보여준다. 타임, 라이프, 뉴스위크를 포함한 다양한 뉴스 매체는 8월 내내 통킹만 사건에 대한 기사를 실었다. 타임은 "어둠 속에서 서쪽과 남쪽으로부터... 침입자들이 대담하게 돌진했다... 적어도 6척... 이번에는 2,000야드만큼 가까이에서 자동 무기로 구축함에 발포했다"고 보도했다. 타임은 "미국이 이제 이 공격에 답해야 한다는 데 샤프의 마음에 의심의 여지가 없었으며", 행정부 내에서 이 사건에 대한 논쟁이나 혼란이 없었다고 명시했다.

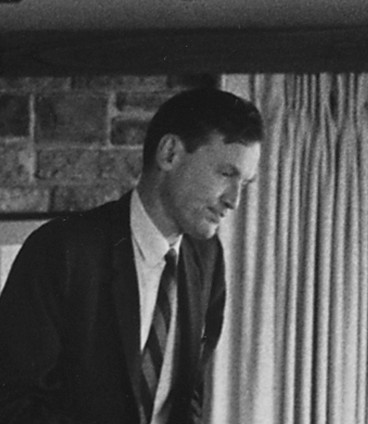
윌리엄 번디

일련의 사건들이 미국의 베트남 전쟁 개입 확대를 위한 구실로 사용된 것은 북베트남에 대한 공개 위협과 함께 전쟁 확대를 주장하는 미국 정치인들의 요구에 따른 것이었다. 1964년 5월 4일, 윌리엄 번디는 북베트남과 공산주의 중국을 공격하는 것을 의미하더라도 미국이 "남베트남에서 공산주의자들을 몰아내야 한다"고 주장했다. 그럼에도 불구하고, 1964년 하반기 존슨 행정부는 미국과 북베트남 사이에 전쟁 가능성이 없음을 미국 대중에게 설득하는 데 집중했다.
북베트남의 보응우옌잡 장군은 DESOTO 순찰대가 북베트남을 자극하여 미국에 전쟁 확대의 구실을 제공하기 위해 통킹만으로 보내졌다고 시사했다. 여러 정부 관리들과 매독스호 승조원들은 유사한 이론을 제시했다. 조지 볼 미국 차관은 전쟁 후 영국 언론인에게 "그때... 많은 사람들이... 폭격을 시작할 어떤 구실을 찾고 있었다"고 말했다. 조지 볼은 통킹만 사건에 연루된 구축함의 임무가 "주로 도발을 위한 것이었다"고 진술했다.
1963년부터 1990년까지 CIA 분석가였던 레이 맥거번에 따르면, CIA는 "린든 존슨 대통령, 로버트 맥나마라 국방장관, 맥조지 번디 국가안보보좌관 등은 어떤 무장 공격에 대한 증거도 매우 의심스럽다는 것을 충분히 알고 있었다... 1964년 여름, 존슨 대통령과 합참은 베트남 전쟁 확대를 열망했다. 그들은 북베트남 해안에 대한 사보타주와 기습 공격을 강화했다." 전자 스파이 장비를 탑재한 매독스는 북베트남 해안에서 신호 정보를 수집할 예정이었으며, 해안 공격은 북베트남이 해안 레이더를 켜도록 유도하는 데 도움이 되는 방법으로 간주되었다. 이를 위해 매독스는 해안에서 최대 13킬로미터(8마일), 연안 섬에서 최대 4킬로미터까지 접근할 수 있도록 허가되었는데, 후자는 이미 해상 포격을 받은 상태였다.
그의 저서 비밀의 몸에서 3년간 미국 해군 정보 분석가로 근무했던 제임스 밤포드는 매독스의 주된 목적은 "해상 도발자 역할을 하는 것, 즉 날카로운 회색 선수와 미국 국기를 북베트남의 코앞까지 들이대어 공산주의 해군의 코앞에 5인치 함포를 들이대는 것이었다... 매독스의 임무는 특공대 습격과 시기를 맞춰 더욱 도발적으로 만들어졌고, 이는 매독스가 그러한 임무를 지시하고 있다는 인상을 주었다..." 따라서 북베트남은 매독스가 이러한 행동에 연루되었다고 믿을 만한 모든 이유를 가지고 있었다.
존 맥노턴은 1964년 9월, 미국이 DESOTO 순찰 사용 계획을 포함하여 북베트남의 군사적 반응을 유발하기 위한 조치를 취할 준비를 하고 있다고 제안했다. 1964년 9월 8일자 윌리엄 번디의 문서 또한 더 많은 DESOTO 순찰을 제안했다.

## 결과

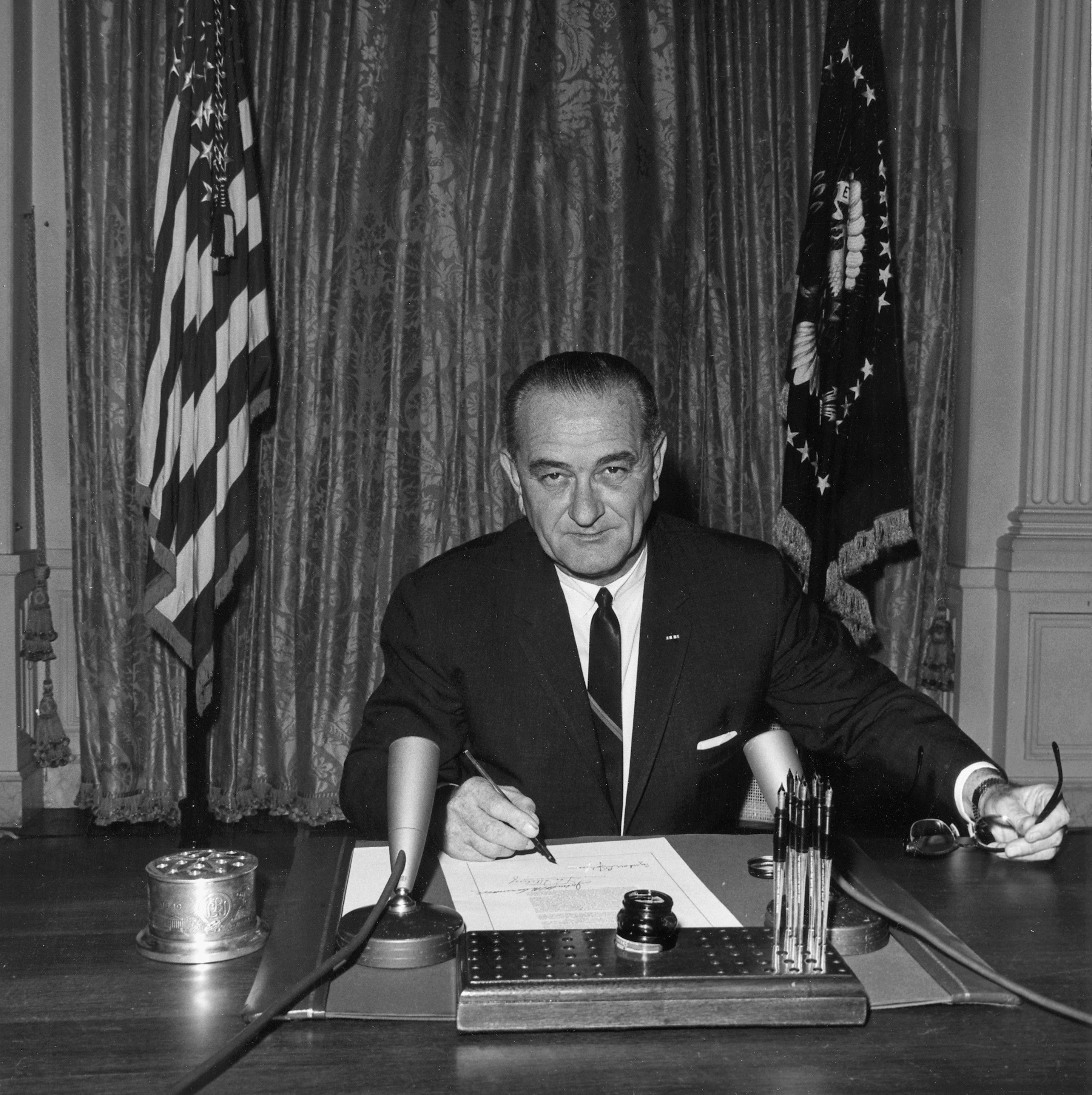
1964년 8월 10일 결의안에 서명하는 존슨

8월 4일 이른 오후, 워싱턴 시간으로 헤릭은 호놀룰루에 있는 태평양 사령관에게 함선 레이더의 "이상한 기상 효과"로 인해 그러한 공격이 의심스럽다고 보고했다. 실제로 헤릭은 워싱턴 시간 1시 27분에 보낸 메시지에서 북베트남 순찰선이 실제로 발견되지 않았다고 진술했다. 헤릭은 "추가 조치 전에 완전한 평가"를 제안했다.

통킹만 결의

맥나마라는 나중에 그날 오후 펜타곤으로 돌아온 후 그 메시지를 읽었다고 증언했다. 그러나 그는 곧바로 존슨에게 점심 식사 때 북베트남에 대한 보복 공습을 승인하겠다는 그의 결정의 전체 전제가 매우 의심스럽다고 말하지 않았다. 존슨은 대통령이 된 이후 맥나마라와 다른 고문들의 북베트남 폭격 정책 제안을 네 차례나 물리쳤다.
매독스가 혼메와 혼응우에 대한 남베트남 공격에 정보 지원을 제공하는 데 참여했음에도 불구하고, 존슨은 의회 증언에서 미 해군이 만에서 남베트남 군사 작전을 지원했음을 부인했다. 그는 따라서 함선이 국제 해역에 있었기 때문에 공격을 "도발되지 않은" 것으로 특징지었다. 그의 증언 결과, 8월 7일, 의회는 전쟁 선포 없이 동남아시아에서 군사 작전을 수행할 권한을 존슨에게 부여하는 공동 결의안인 동남아시아 결의안(H.J. RES 1145)을 통과시켰다. 이 결의안은 존슨에게 "자유 수호를 위해 지원을 요청하는 동남아시아 조약 기구의 회원국 또는 의정서 국가를 지원하기 위해 무력 사용을 포함한 모든 필요한 조치를 취할" 승인을 부여했다.
통킹만 사건은 중국에도 영향을 미쳐 중국공산당 지도부 사이에서 미국이 결국 중국을 침략할 것이라는 인식을 증가시켰다.(p. 7) 이는 지도부 사이에서 마오쩌둥의 삼선건설 캠페인에 대한 더 큰 지지를 불러일으켰는데, 이는 외국 침략 시 더 잘 보호될 수 있는 중국 내륙에 중공업 및 방위 산업을 개발하기 위한 것이었다.(p. 7)

## 사건에 대한 후속 진술
존슨은 사적으로 다음과 같이 말했다: "내가 아는 한, 우리 해군은 저기서 고래에게 총을 쏘고 있었다."
1967년, 전 해군 장교 존 화이트는 뉴헤이븐 (코네티컷) 레지스터의 편집자에게 편지를 썼다. 그는 "나는 존슨 대통령, 맥나마라 장관, 합동참모본부가 통킹만에서 미 구축함이 공격받았다는 보고서에서 의회에 허위 정보를 제공했다고 주장한다"고 단언했다. 화이트는 1968년 다큐멘터리 돼지의 해에서 계속해서 내부 고발 활동을 했다.

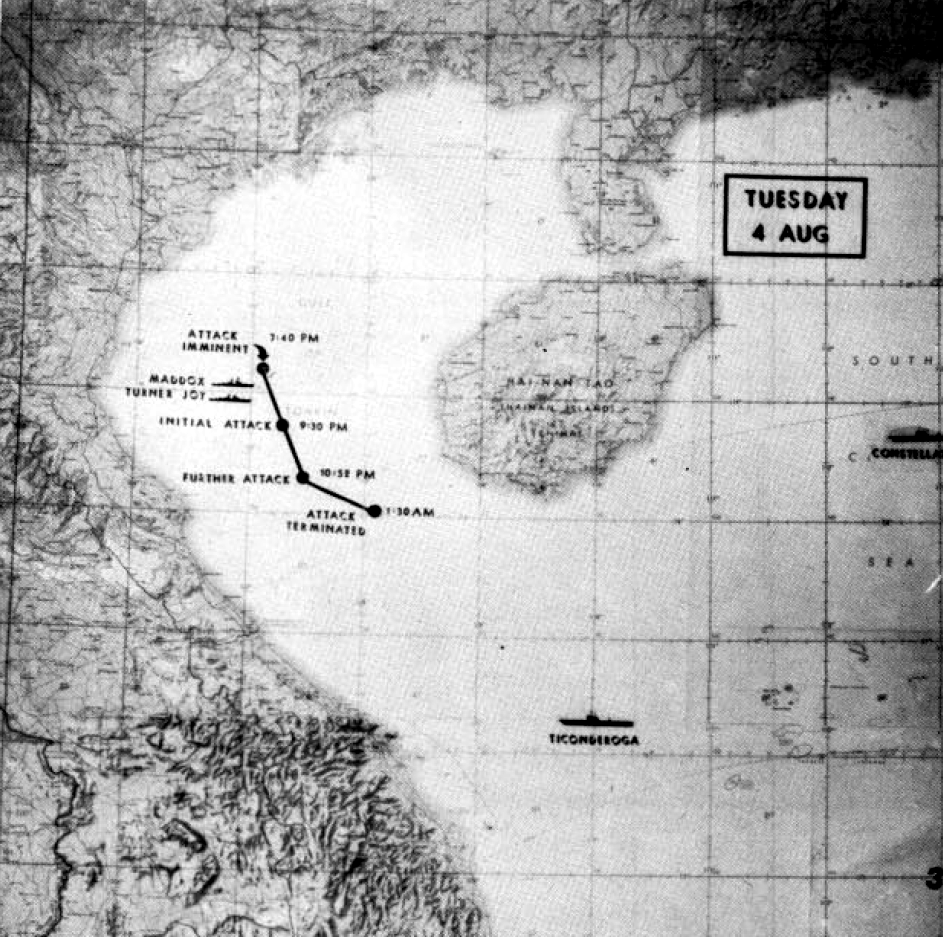
미 해군 올 핸즈 잡지에 실린 1964년 8월 4일 공격 의혹 지도

1981년, 헤릭 대령과 언론인 로버트 시어는 헤릭의 함선 일지를 재조사하여 헤릭이 일어났다고 주장했던 8월 4일의 첫 어뢰 보고(‘명백한 매복’)가 사실 무근이었음을 밝혀냈다. 나중에 입수된 정보는 헤릭 대령의 나중 어뢰 보고서의 부정확성에 대한 진술과 1981년 헤릭과 시어의 첫 번째 보고서의 부정확성에 대한 결론을 지지했으며, 그날 밤 북베트남의 공격이 없었음을 나타냈지만, 당시 미 당국과 매독스호의 모든 승조원들은 공격이 일어났다고 확신한다고 진술했다. 그 결과, 항공모함 타이콘데로가와 컨스텔레이션에서 발진한 항공기들이 피어스 애로우 작전 중 북베트남 어뢰정 기지와 연료 시설을 공격하기 위해 파견되었다.
제임스 스톡데일 비행대 사령관은 두 번째 공격 의혹 당시 상공을 비행하던 미군 조종사 중 한 명이었다. 스톡데일은 1984년 저서 『사랑과 전쟁』에서 다음과 같이 썼다: "[나는] 그 사건을 가장 잘 볼 수 있는 자리에 있었고, 우리 구축함들은 유령 목표물을 향해 사격하고 있었을 뿐, 거기에 어뢰정은 없었다... 거기에는 검은 물과 미국의 화력밖에 없었다." 스톡데일은 한때 터너 조이가 매독스를 향해 포를 겨누는 것을 보았다고 회상한다. 스톡데일은 상관들이 이에 대해 침묵하라고 명령했다고 말했다. 그가 포로로 잡힌 후, 이 지식은 무거운 짐이 되었다. 그는 나중에 포로들이 결국 두 번째 사건에 대해 자신이 아는 것을 밝히도록 강요할까 봐 걱정했다고 말했다.
1995년, 은퇴한 베트남 국방부 장관 보응우옌잡은 로버트 맥나마라 전 장관과의 회담에서 8월 4일 베트남 포함이 미군 구축함을 공격했다는 사실을 부인하며, 8월 2일 공격은 인정했다. 통킹만 결의안 통과 몇 주 후 회의 녹취록이 2001년 공개되었는데, 맥나마라가 공격이 실제로 일어났는지에 대해 존슨에게 의구심을 표명했음이 드러났다.
1999년 가을, 은퇴한 CIA 고위 공학 임원 S. Eugene Poteat은 1964년 8월 초에 레이더 운용자의 보고서가 실제 어뢰정 공격을 나타내는지 아니면 상상 속의 공격을 나타내는지 판단해 달라는 요청을 받았다고 썼다. 그는 시간, 날씨, 표면 조건에 대한 추가 세부 정보를 요청했지만, 추가 정보는 나오지 않았다. 결국 그는 문제의 밤에 어뢰정이 없었으며, 백악관은 공격이 없었다는 사실이 아니라 공격 확인에만 관심이 있었다고 결론 내렸다.

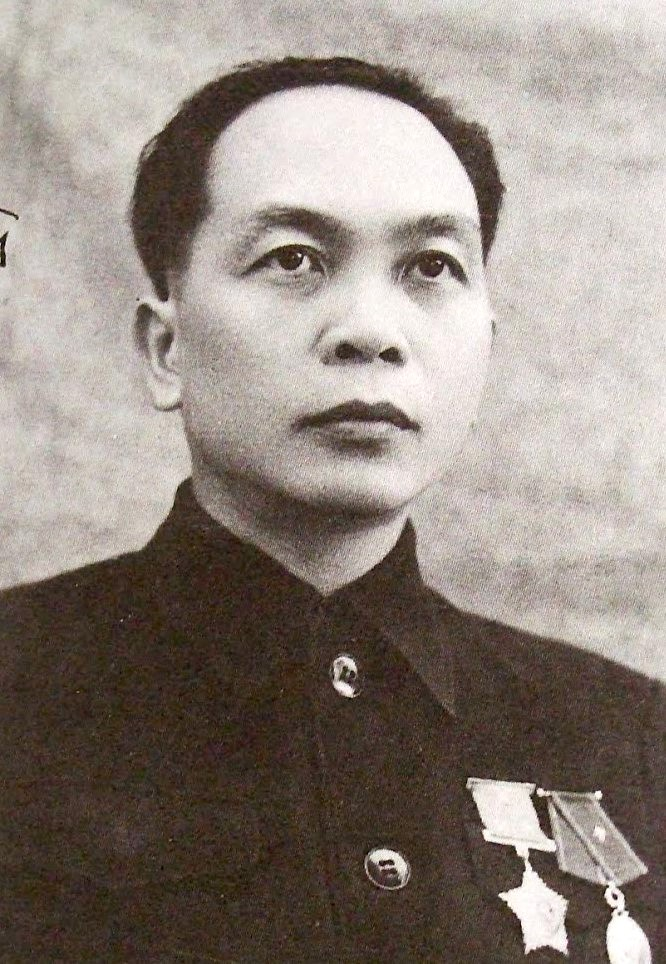
보응우옌잡 (1911–2013)

2014년, 사건 50주년이 다가오면서 존 화이트는 『통킹만 사건 – 50년 후: 베트남 전쟁 역사에 대한 각주』를 썼다. 서문에서 그는 "베트남 전쟁에 대해 쓰인 수많은 책들 중 절반 정도는 전쟁이 어떻게 시작되었는지에 대한 진실을 밝히도록 존슨 행정부에 압력을 가하는 데 중요한 역할을 한 코네티컷 신문의 1967년 독자 투고를 언급한다. 그 편지는 내 것이었다."라고 언급했다. 이 이야기는 화이트 중위가 1980년대 중반 애드미럴 스톡데일의 『사랑과 전쟁』을 읽고, 스톡데일에게 연락하여 스톡데일이 화이트를 터너 조이호의 수석 음탐병인 조셉 샤퍼잔과 연결해 준 내용을 다룬다. 샤퍼잔은 매독스의 음탐 보고서가 오류가 있었고 존슨 행정부가 통킹만 결의안에 대한 지지를 요청하기 전에 이를 알고 있었다는 화이트의 주장을 확인했다. 화이트의 책은 행위의 거짓말과 부작위의 거짓말의 차이를 설명한다. 존슨은 고의적인 부작위의 거짓말에 유죄였다. 화이트는 2014년 8월호 코네티컷 매거진에 실렸다.

## NSA 보고서
2005년 10월, 뉴욕 타임스는 미국 국가안보국 역사학자 로버트 J. 하뇨크가 8월 4일 사건과 관련하여 미국 국가안보국이 정책 결정자들에게 전달된 정보 보고서를 왜곡했다고 결론 내렸다고 보도했다. 미국 국가안보국 역사학자는 기관 직원들이 공격이 발생한 것처럼 보이도록 증거를 의도적으로 왜곡했다고 말했다. 하뇨크의 결론은 타임스 기사보다 약 5년 전인 『크립토로직 쿼털리』 2000년 겨울/2001년 봄호에 처음 게재되었다. 정보 당국에 따르면, 하뇨크 보고서가 공개되어야 한다는 정부 역사학자들의 견해는 2003년에 시작된 이라크 전쟁 (자유 이라크 작전)을 정당화하는 데 사용된 정보와 비교될 수 있다는 우려 때문에 정책 결정자들에 의해 거부되었다.
미국 국가안보국 기록을 검토한 하뇨크는 8월 4일 사건이 푸바이 전투 기지에서 시작되었는데, 그곳에서 정보 분석가들이 구축함이 곧 공격을 받을 것이라고 오인했다고 결론 내렸다. 이러한 내용은 그러한 결론을 뒷받침하는 증거와 함께 미국 국가안보국으로 다시 전달되었을 것이지만, 실제로는 증거가 그러한 사실을 뒷받침하지 않았다. 하뇨크는 이를 미국 국가안보국이 사건에 더 가까웠던 분석가들에게 주어졌을 가능성이 있는 존중 때문이라고 설명했다. 저녁이 진행됨에 따라 추가 신호 정보 (SIGINT)는 그러한 매복을 뒷받침하지 않았지만, 미국 국가안보국 요원들은 공격이 있었다고 너무 확신하여 그 결론을 뒷받침하지 않는 90%의 SIGINT를 무시하고, 대통령의 소비를 위해 작성된 어떤 보고서에서도 제외되었다.:48–49
2005년 11월 30일, 미국 국가안보국은 통킹만 사건과 관련하여 이전에 기밀 해제된 정보의 첫 번째 부분을 공개했는데, 여기에는 하뇨크 기사의 적당히 정제된 버전이 포함되어 있다. 하뇨크의 기사는 정보 정보가 존슨 행정부에 "존슨 행정부의 책임 있는 의사 결정자들이 사건의 완전하고 객관적인 설명을 가질 수 없도록 하는 방식으로" 제시되었다고 명시한다. 대신 "공산주의자들이 두 구축함을 공격했다는 주장을 뒷받침하는 정보만 존슨 행정부 관리들에게 주어졌다."
이러한 일이 왜 일어났는지에 대해 하뇨크는 다음과 같이 썼다:
무엇보다도, 존슨이 자신의 입장을 약화시킬 수 있는 어떠한 불확실성도 용납하지 않을 것이라는 인식이 있었다. 이러한 태도에 직면하여 레이 클라인은 다음과 같이 말한 것으로 인용되었다. "... 우리는 제7함대로부터 받고 있는 정보가 엉터리라는 것을 알고 있었지만, 증거의 성격에 대한 자세한 설명 없이 사실만 제공하라는 지시를 받았다. 모두가 LBJ가 얼마나 변덕스러운지 알고 있었다. 그는 불확실성을 다루는 것을 좋아하지 않았다."

하뇨크는 통킹만 연구를 인도차이나 전쟁에서 미국 국가안보국 참여와 미국 SIGINT의 전반적인 역사에 대한 한 장으로 포함시켰다. 전반적인 역사의 적당히 정제된 버전은 2008년 1월 미국 국가안보국에 의해 공개되었고 미국 과학자 연맹에 의해 출판되었다.

## 같이 보기
- 니제르 우라늄 위조 사건
- RMS 루시타니아호 침몰
- USS 메인호 침몰
- 전쟁 권한 조항
- PTF 3

## 내용주
1. 1 2  Moïse 2019, 78쪽.
2. ↑  Moïse 2019, 93쪽.
3. ↑  Moïse 2019, 94쪽.
4. ↑  Moïse 2019, 95–96, 105쪽.
5. 1 2 3 4 5 6 7 8 9 10 11 12 13 14 15 16 17 18 19 20 21 22 23  Hanyok, Robert J. (2001). 《Skunks, Bogies, Silent Hounds, and the Flying Fish》. 《Cryptologic Quarterly》. 19/20 (Fort Meade: 미국 국가안보국). 1–55쪽  – Naval History and Heritage Command 경유.
6. ↑  Paul, Erik Charles (2012). 〈The Construction of East Asia〉. 《Neoliberal Australia and US Imperialism in East Asia》. Basingstoke: 팰그레이브 맥밀런. 114–145쪽. doi:10.1057/9781137272782. ISBN 9781137272775.
7. ↑  Fujimoto, Hiroshi (2014). 《The Legacy of the Gulf of Tonkin Incident》. 《Nanzan Review of American Studies》 36 (Nagoya: 난잔 대학). 113–121쪽  – Connecting Repositories 경유.
8. ↑  Starry. Department of the Army. 1978. P. 248
9. ↑  Moïse 2019, 94–96, 105쪽.
10. ↑  “Film: The Fog of War: Transcript”. 《Errol Morris》. 2021년 6월 28일에 확인함. McNamara: "It was just confusion, and events afterward showed that our judgment that we'd been attacked that day was wrong. It didn't happen. And the judgment that we'd been attacked on August 2nd was right. We had been, although that was disputed at the time. So we were right once and wrong once. Ultimately, President Johnson authorized bombing in response to what he thought had been the second attack ? It hadn't occurred, but that's irrelevant to the point I'm making here. He authorized the attack on the assumption it had occurred…"
11. ↑  Starry. Department of the Army. 1978. p. 248
12. ↑  McNamara asks Giáp: What happened in Tonkin Gulf? 보관됨 3월 6, 2015 - 웨이백 머신, Associated Press, 1995
13. 1 2  Shane, Scott (2005년 12월 2일). “Vietnam War Intelligence 'Deliberately Skewed,' Secret Study Says”. 《뉴욕 타임스》. 2017년 6월 27일에 원본 문서에서 보존된 문서. 2023년 7월 4일에 확인함.
14. 1 2  "McNamara asks Giap: What happened in Tonkin Gulf? 보관됨 2015-03-06 - 웨이백 머신". (November 9, 1995). Associated Press. Quote: Both sides agree that North Vietnam attacked a U.S. Navy ship in the gulf on Aug. 2 as it cruised close to shore. But it was an alleged second attack two days later that led to the first U.S. bombing raid on the North and propelled America deep into war.
15. 1 2 3  “CNN Cold War – Interviews: Robert McNamara”. CNN. 2008년 6월 14일에 원본 문서에서 보존된 문서. 2010년 6월 25일에 확인함.
16. 1 2  Ang, Cheng Guan (2002). 《The Vietnam War from the Other Side》. RoutledgeCurzon. ISBN 978-0-7007-1615-9.
17. ↑  Doyle, Lipsman & Weiss 1981, 145–148쪽
18. ↑  Olson, James S.; Roberts, Randy (2008). 《Where the Domino Fell: America and Vietnam 1945–1995》 5판. Malden, MA: Blackwell Publishing. ISBN 978-1-4051-8222-5.
19. ↑  Hastings, Max (2018). 《Vietnam an epic tragedy, 1945–1975》. Harper Collins. ISBN 978-0-06-240567-8.
20. ↑  Morrocco, John (1985). 《Rain of Fire: Air War, 1969–1973》. Volume 14 of Vietnam Experience. Boston Publishing Company. ISBN 9780939526147. 2020년 5월 26일에 확인함.
21. ↑  “Transcript of Broadcast With Walter Cronkite Inaugurating a CBS Television Program”. 캘리포니아 대학교 산타바바라. 1963년 9월 2일. 2022년 12월 1일에 확인함.
22. ↑  Burnham, Greg (2014년 1월 29일). “National Security Action Memorandum 263 - Intro”. assassinationofjfk.net. 2022년 12월 1일에 확인함.
23. ↑  Lawrence, A. T. (2009). Crucible Vietnam: Memoir of an Infantry Lieutenant. Jefferson, North Carolina: McFarland. ISBN 978-0786445172, Appendix A, p.218.
24. ↑  Joint Chiefs of Staff, Military Assistance Command, Vietnam Studies and Observations Group, Documentation Study (July 1970), Annex F, Appendix x.
25. ↑  NRK (2000년 12월 10일). “Vi som støtter Amerika – Norges rolle i Vietnamkrigen”. 《NRK》.
26. ↑  MACSOG Documentation Study, Appendix C, p. 14.
27. ↑  Moïse 2019, 66–67쪽.
28. ↑  Polmar, Norman "The U. S. Navy Electronic Warfare (Part 1)" United States Naval Institute Proceedings October 1979 p.138
29. 1 2 3  “The Pentagon Papers, Gravel Edition, Volume 3, Chapter 2, "Military Pressures Against North Vietnam, February 1964 – January 1965," second section”. 2007년 3월 2일에 원본 문서에서 보존된 문서. 2006년 9월 12일에 확인함.
30. 1 2 3  Pentagon Papers, Part IV. C. 2. b. 보관됨 8월 9, 2013 - 웨이백 머신, "Evolution of the War. Military Pressures Against NVN." July–October 1964, National Archives Identifier no. 5890500
31. ↑  OAH Magazine of History, fall 1992. The Gulf of Tonkin by Erich Martel
32. ↑  "Interview with Phung The Tai, 1981" 보관됨 5월 29, 2012 - archive.today. February 19, 1981. WGBH Media Library & Archives. Retrieved November 9, 2010.
33. ↑  Admiral U.S. Grant Sharp, Strategy for Defeat – Vietnam in Retrospect (San Rafael, CA: Presidio Press, 1978) p. 42
34. 1 2 3  Farrell, Epsey Cooke (1998). 《The Socialist Republic of Vietnam and the Law of the Sea》. The Hague: Martinus Nijhoff. 46–47쪽. ISBN 9041104739. 2015년 5월 7일에 확인함.
35. ↑  Buchholz, Hanns Jürgen (December 1987). 《Law of the Sea Zones in the Pacific Ocean》. ASEAN Economic Research Unit, Institute of Southeast Asian Studies. 47쪽. ISBN 9971988739. 2015년 5월 7일에 확인함.
36. ↑  Prados, John (2004년 8월 4일). “Electronic Briefing Book No. 132 - Essay: 40th Anniversary of the Gulf of Tonkin Incident”. 《National Security Archive at 조지 워싱턴 대학교》. 2009년 9월 25일에 원본 문서에서 보존된 문서. 2009년 10월 29일에 확인함.
37. 1 2  Ellsberg 2002, 9–10쪽.
38. 1 2 3 4  Ellsberg 2002, 10쪽.
39. ↑  Gareth Porter, Perils of Dominance: Imbalance of Power and the Road to War in Vietnam (University of California Press: 2005), pp. 194–95.
40. 1 2  Ball, Moya Ann (1991). 《Revisiting the Gulf of Tonkin Crisis: An Analysis of the Private Communication of President Johnson and his Advisers》. 《Discourse & Society》 2. 281–296 [p. 286]쪽. doi:10.1177/0957926591002003002. S2CID 144436208.
41. ↑  “Gulf of Tonkin Incident”. 1964년 8월 4일. 1쪽. 2009년 12월 23일에 원본 문서에서 보존된 문서. 2009년 10월 27일에 확인함.
42. ↑  “Text of Lyndon Johnson's speech, Gulf of Tonkin Incident.”. 2011년 11월 21일에 원본 문서에서 보존된 문서. 2011년 7월 23일에 확인함.
43. ↑  Cherwitz, Richard A. (1980). 《Masking Inconsistency: The Tonkin Gulf Crisis》. 《Communication Quarterly》 28. 27–37쪽. doi:10.1080/01463378009369364.
44. ↑  Johnson, Lyndon B. (1964년 8월 5일). 《Remarks on Vietnam at Syracuse University》 (연설). 시러큐스 대학교 졸업식 (영어). 시러큐스 (뉴욕주): 밀러 센터 (from Lyndon Baines Johnson Library and Museum). 2020년 6월 7일에 확인함.
45. ↑  Edwin E. Moise, Tonkin Gulf and the Escalation of the Vietnam Warm (University of North Carolina Press, 1996), p. 210.
46. ↑  The World Today, Vol. 26, No. 5 (May 1970), pp. 209–217, Adam Roberts
47. 1 2 3 4 5  Goulden, Joseph C. (1969). 《Truth is the First Casualty》. Chicago: Rand McNally & Company.
48. ↑  Wise, David (1973). 《The Politics of Lying: government deception, secrecy, and power》. New York: Vintage Books. ISBN 0-394-47932-7.
49. ↑  “Deceit and dishonesty: Ben Bradlee's 1987 James Cameron memorial lecture”. 《가디언》 (영어). 1987년 4월 29일. 2022년 3월 20일에 확인함.
50. 1 2  “Action in Tonkin Gulf”. 《타임》. 1964년 8월 14일. 2013년 1월 5일에 원본 문서에서 보존된 문서. 2009년 10월 28일에 확인함.
51. 1 2 3 4 5 6 7  Moïse 1996.
52. ↑  Fredrik Logevall, "Choosing War: The Lost Chance for Peace and the Escalation of War in Vietnam" (Berkeley: University of California Press, 1999), p. 200
53. ↑  Robert Parry. “Consortiumnews.com”. 2014년 8월 15일에 원본 문서에서 보존된 문서. 2014년 5월 20일에 확인함.
54. ↑  Bamford, James in Body of Secrets, Anchor, Reprint edition (April 30, 2002), ISBN 978-0385499088
55. ↑  Porter, Gareth. “Robert McNamara deceived LBJ on Gulf of Tonkin, documents show”. 2011년 7월 8일에 원본 문서에서 보존된 문서. 2009년 7월 16일에 확인함.
56. ↑  Colman, Johnathan (2010). 〈Vietnam: Going to War, 1963-5〉. 《The Foreign Policy of Lyndon B. Johnson: The United States and the World, 1963–69》. Edinburgh University Press. 25쪽. ISBN 9780748640133. JSTOR 10.3366/j.ctt1r252n.
57. ↑  “United States Congress resolution, Pub.L. 88–408, 78 Stat. 384.” (PDF). 2016년 3월 6일에 원본 문서 (PDF)에서 보존된 문서. 2016년 11월 3일에 확인함.
58. 1 2  Meyskens, Covell F. (2020). 《Mao's Third Front: The Militarization of Cold War China》. Cambridge, United Kingdom: 케임브리지 대학교 출판부. ISBN 978-1-108-78478-8. OCLC 1145096137.
59. ↑  Congress Approves Gulf of Tonkin Resolution; August 7, 1964; Politico.com; July 2018
60. ↑  “John White's Letter to the New Haven Register, 1967”. 《Connecticut Magazine》. 2014년 8월 1일. 2016년 11월 4일에 원본 문서에서 보존된 문서. 2018년 8월 2일에 확인함.
61. ↑  Tim Weiner, Legacy of Ashes: The History of the CIA (New York: Doubleday, 2007), p. 241.
62. 1 2 3  Stockdale, Jim; Stockdale, Sybil (1984). 《In Love and War: The Story of a Family's Ordeal and Sacrifice During the Vietnam Years》 1판. Harpercollins. ISBN 0-06-015318-0.
63. ↑  “New Tapes Indicate Johnson Doubted Attack in Tonkin Gulf”. 《뉴욕 타임스》. 2001년 11월 6일.
64. ↑  Poteat, S. Eugene (Fall 1999). “Engineering in the CIA: ELINT, Stealth and the Beginnings of Information Warfare” (PDF). 《The Bent of Tau Beta Pi》. 2006년 5월 29일에 원본 문서 (PDF)에서 보존된 문서.
65. ↑  The Gulf of Tonkin Events—Fifty Years Later: A Footnote to the History of the Vietnam War [49]
66. ↑  the August 2014 issue of Connecticut Magazine 보관됨 8월 6, 2014 - archive.today.
67. 1 2  "Skunks, Bogies, Silent Hounds, and the Flying Fish: The Gulf of Tonkin Mystery, 2–4 August 1964" 보관됨 10월 11, 2013 - 웨이백 머신; Cryptologic Quarterly, Vols. 19/20, Nos. 4–1
68. ↑  Robert J. Hanyok: His United States National Security Council study on Tonkin Gulf Deception. (October 31, 2005). 뉴욕 타임스. 보관됨 8월 24, 2013 - 웨이백 머신
69. ↑  Hanyok article p. 177
70. ↑  “NSA.gov” (PDF). 2016년 1월 31일에 원본 문서 (PDF)에서 보존된 문서.
71. ↑  “Spartans in Darkness: American SIGINT and the Indochina War, 1945-1975”. 《irp.fas.org》.
72. ↑  “Report reveals Vietnam War hoaxes, faked attacks.”. 2008년 5월 16일에 원본 문서에서 보존된 문서.